# Асан (Курмангазинський район)
Аса́н (каз. Асан) — село у складі Курмангазинського району Атирауської області Казахстану. Адміністративний центр Асанського сільського округу.
У радянські часи село називалось Новий Асан.
Населення — 555 осіб (2021; 578 у 2009, 511 у 1999, 500 у 1989).